# Intertek
Intertek Group plc – przedsiębiorstwo z siedzibą w Londynie, funkcjonujące na rynku międzynarodowym w obszarze oceny zgodności, inspekcji towarów, testowania produktów i certyfikacji. Notowane na giełdzie London Stock Exchange, wchodzi w skład indeksu FTSE 100.

## Historia
Przedsiębiorstwo Intertek wywodzi swe korzenie z morskiego przedsiębiorstwa rzeczoznawczego założonego przez Caleba Bretta w 1885, założonego w 1888 w Montrealu laboratorium Miltona Herseya oraz laboratorium testowania lamp powołanego w 1896 przez Thomasa Edisona. Przedsiębiorstwa te zostały przejęte przez Inchcape w latach 80. i 90. XX w. W 1996 Inchcape zostało wchłonięte przez Charterhouse Development Capital i przemianowane na Intertek.

## Działalność
Intertek jest największym światowym przedsiębiorstwem z branży testowania dóbr konsumpcyjnych, dysponuje siecią przeszło 1000 laboratoriów w ok. 100 krajach.